# Michigan Indy 400 2004
Michigan Indy 400 2004 var ett race som var den tionde deltävlingen i IndyCar Series 2004. Racet kördes den 1 augusti på Michigan International Speedway. Buddy Rice tog sin tredje seger för säsongen. Efter den uppmärksammade vinsten efter regnfall i Indianapolis 500 och den oerhört jämna målgången i Kansas, så hade även den tredje segern ett stort mått drama i sig, då Tony Kanaan blev tvåa bara 0,080 sekunder bakom. I och med att Kanaan slutade tvåa minimerade han skadorna av Rice seger, och avståndet mellan dem var alltjämt stabila 56 poäng.

## Slutresultat
| Plats | Förare            | Team                     | Grid | Kvaltid |
| ----- | ----------------- | ------------------------ | ---- | ------- |
| 1     | Buddy Rice        | Rahal Letterman Racing   | 7    | 33,642  |
| 2     | Tony Kanaan       | Andretti Green Racing    | 1    | 33,353  |
| 3     | Dan Wheldon       | Andretti Green Racing    | 9    | 33,673  |
| 4     | Sam Hornish Jr.   | Marlboro Team Penske     | 5    | 33,616  |
| 5     | Vitor Meira       | Rahal Letterman Racing   | 6    | 33,630  |
| 6     | Bryan Herta       | Andretti Green Racing    | 10   | 33,692  |
| 7     | Scott Dixon       | Chip Ganassi Racing      | 4    | 33,593  |
| 8     | Townsend Bell     | Panther Racing           | 8    | 33,668  |
| 9     | Scott Sharp       | Kelley Racing            | 19   | 34,089  |
| 10    | Hélio Castroneves | Marlboro Team Penske     | 2    | 33,500  |
| 11    | Alex Barron       | Cheever Racing           | 15   | 33,898  |
| 12    | Adrián Fernández  | Fernández Racing         | 11   | 33,731  |
| 13    | Darren Manning    | Chip Ganassi Racing      | 13   | 33,761  |
| 14    | Ed Carpenter      | Cheever Racing           | 16   | 33,909  |
| 15    | A.J. Foyt IV      | A.J. Foyt Enterprises    | 17   | 33,987  |
| 16    | Felipe Giaffone   | Dreyer & Reinbold Racing | 20   | 34,216  |
| 17    | Kosuke Matsuura   | Fernández Racing         | 3    | 33,524  |
| 18    | Jaques Lazier     | Patrick Racing           | 21   | 34,238  |
| 19    | Tomas Scheckter   | Panther Racing           | 14   | 33,779  |
| 20    | Tora Takagi       | Mo Nunn Racing           | 22   | 34,259  |
| 21    | Mark Taylor       | Access Motorsports       | 18   | 34,071  |
| 22    | Dario Franchitti  | Andretti Green Racing    | 12   | 33,752  |